# Byszki (powiat pilski)
Byszki (niem. Bischke) – wieś w Polsce, położona w województwie wielkopolskim, w powiecie pilskim, w gminie Ujście.
W latach 1975–1998 wieś administracyjnie należała do województwa pilskiego.

## Położenie
Wieś leży w odległości 3 km od Ujścia przy drodze powiatowej Ujście-Kalina. Niedaleko wsi leżą: Motylewo, Leszków oraz Kalina.
Wieś leży w pobliżu wzniesienia które miejscowi nazywają Czubatka lub Biała Góra.

## Historia
Nazwa wsi została wymieniona już 1403 r. w Kodeksie Dyplomatycznym Wielkopolski, gdzie wymieniane były jako osada na skraju puszczy ujskiej. Obok wymienionych na wstępie nazw wsi, występują historyczne nazwy polskie Bysskowy, Byszkowy oraz niemiecka Byschke. Sołectwem Byszki zostały ok. 1510 r. Według dokumentów z końca XIX w. w Byszkach znajdowało się 17 domów w których mieszkało 199 mieszkańców (195 katolików).
W 1881 r. Józef Pierdzioch ustawił przy drodze kapliczkę Matki Boskiej, którą Niemcy podczas II wojny światowej rozebrali, aby w 1946 r. mieszkańcy ponownie ją ustawili na starych fundamentach wg projektu Antoniego Gładycha. Na początku XX w. ustawiono krzyż przy drodze do Piły jako pamiątkę po mieszkańcach Byszek walczących w I wojnie światowej i wojnie z bolszewikami. W 1984 r. ustawiono nowy krzyż na miejscy starego.
W 1953 r. wybuchł pożar, który zniszczył 6 stodół i 2 obory.
W 2010 roku wieś obchodziła pięćsetną rocznicę powstania sołectwa.

## Gospodarka i infrastruktura
Wieś żyje głównie z gospodarstw (dwa prowadzą hodowlę trzody). Średnie gospodarstwo ma ok. 30 ha. Większość rolników posiada około 5 ha własnego lasu, który leży za wsią, w kierunku Kaliny. Mieszkańcy posiadają domowe hydrofonie, gdyż wieś nie jest całkowicie zwodociągowana. Znajdują się tu również: ubojnia, zakład stolarski, zakład transportowy i zakład betoniarski.
Dzieci dojeżdżają do szkół w Ujściu. Do Ujścia jeździ autobus gminny, który wozi dzieci do szkoły.